# Гассе Борг
Гассе Борг (швед. Hasse Borg, нар. 4 серпня 1953, Еребру) — шведський футболіст, що грав на позиції захисника.
Насамперед відомий виступами за клуби «Айнтрахт» (Брауншвейг) та «Мальме», а також національну збірну Швеції.

## Клубна кар'єра
У дорослому футболі дебютував 1973 року виступами за команду нижчолігового клубу «Форвард». 
Протягом 1974—1976 років захищав кольори команди клубу «Еребру».
Своєю грою за останню команду привернув увагу представників тренерського штабу німецького «Айнтрахт» (Брауншвейг), до складу якого приєднався 1977 року. Відіграв за брауншвейзький клуб наступні шість сезонів своєї ігрової кар'єри. Більшість часу, проведеного у складі «Айнтрахта» (Брауншвейг), був основним гравцем захисту команди.
1983 року перейшов до клубу «Мальме», за який відіграв 5 сезонів. Завершив професійну кар'єру футболіста виступами за «Мальме» у 1988 році

## Виступи за збірну
1976 року дебютував в офіційних матчах у складі національної збірної Швеції. Протягом кар'єри у національній команді, яка тривала 10 років, провів у формі головної команди країни 50 матчів, забивши 4 голи.
У складі збірної був учасником чемпіонату світу 1978 року в Аргентині.